# Пинская область
Пи́нская область (бел. Пінская вобласць) — административная единица на территории Белорусской ССР, существовавшая с 4 декабря 1939 года по 8 января 1954 года, когда была упразднена в ходе процесса укрупнения областей. Располагалась на юге республики. Административный центр — город Пинск.
Образована Указом Президиума Верховного Совета СССР от 4 декабря 1939 года на территории Восточного Полесья, на землях Западной Белоруссии, отошедших к СССР от Польши. 4 апреля 1940 года Верховный Совет СССР утвердил создание области. Первоначально включала Дрогичинский, Коссовский, Лунинецкий, Пинский и Столинский поветы. 15 января 1940 года поветы были упразднены, а область разделена на 11 районов: Ганцевичский, Давид-Городокский, Дрогичинский, Жабчицкий, Ивановский, Ленинский, Логишинский, Лунинецкий, Пинский, Столинский и Телеханский. На начало 1941 года в области был один город областного подчинения (Пинск), 3 города районного подчинения (Давид-Городок, Лунинец, Столин), 5 городских посёлков (Ганцевичи, Дрогичин, Иваново, Ленин, Мотоль), 1 рабочий посёлок (Микашевичи). В 1950 году центр Ленинского района перенесён в Микашевичи, в 1952 году городской посёлок Ленин преобразован в деревню.
8 января 1954 года Указом Президиума Верховного совета СССР Пинская область была упразднена, а её административные районы вошли в состав Брестской области. Спустя 3,5 месяца, 26 апреля, Верховный Совет СССР утвердил ликвидацию области.